# Rafard (ort)
Rafard är en ort i Brasilien.   Den ligger i kommunen Rafard och delstaten São Paulo, i den sydöstra delen av landet, 800 km söder om huvudstaden Brasília. Rafard ligger 517 meter över havet och antalet invånare är 8 624.
Terrängen runt Rafard är huvudsakligen platt. Rafard ligger nere i en dal. Närmaste större samhälle är Capivari, 2,7 km nordost om Rafard.
Omgivningarna runt Rafard är en mosaik av jordbruksmark och naturlig växtlighet. Runt Rafard är det ganska tätbefolkat, med 111 invånare per kvadratkilometer.